# Вокер (Мичиген)
Вокер (енгл. Walker) град је у америчкој савезној држави Мичиген. По попису становништва из 2010. у њему је живело 23.537 становника.

## Демографија
Према попису становништва из 2010. у граду је живело 23.537 становника, што је 1.695 (7,8%) становника више него 2000. године.
| Група             | 2000.          | 2010.          |
| Белци             | 20.350 (93,2%) | 20.964 (89,1%) |
| Афроамериканци    | 322 (1,5%)     | 665 (2,8%)     |
| Азијати           | 213 (1,0%)     | 455 (1,9%)     |
| Хиспаноамериканци | 601 (2,8%)     | 973 (4,1%)     |
| Укупно            | 21.842         | 23.537         |